# Любомир Лібацький
Любомир Лібацький (пол. Lubomir Libacki, нар. 11 лютого 1973, Польща, Ґданськ) — відомий польський стронгмен. Знаний тим що є першим польським спортсменом який виграв змагання Найсильнішої Людини Польщі у 1999 році.

## Життєпис
Спортом почав займатися ще з раннього дитинства. Відвідував спортивну школу в місті Оліва. Займався хокеєм (грав за місцевий ХК Сточньовець). Однак згодом покинув цей вид спорту та перейшов до силових вправ. У 1999 році виграв перше змагання Найсильнішої Людини Польщі. З блискавичною швидкістю його популярність зростала. У 2002 році був вимушений призупинити виступи через кілька серйозних травм. З 2006 року виступає упорядником багатьох змагань зі стронґмену. Має власну охоронну фірму.

## Власні скутки
- Присідання - 320 кг
- Вивага лежачи - 220 кг
- Мертве зведення - 300 кг